# Thelaira bifasciata
Thelaira bifasciata är en tvåvingeart som beskrevs av Robineau-desvoidy 1830. Thelaira bifasciata ingår i släktet Thelaira och familjen parasitflugor.
Artens utbredningsområde är Frankrike. Inga underarter finns listade i Catalogue of Life.